# Him
Him es una próxima película estadounidense de terror deportivo psicológico estadounidense dirigida por Justin Tipping y escrita por Zack Akers y Skip Bronkie. Está protagonizada por Marlon Wayans y Tyriq Withers. Producida por Monkeypaw Productions, la película se estrenará en cines el 19 de septiembre de 2025 por Universal Pictures.

## Premisa
Cameron Cade, un deportista prometedor decide entrar en el deporte del Football americano, donde entrena con el infame Isaiah White, una leyenda exitosa de dicho deporte que está a punto de retirarse, sin embargo. Conforme su entrenador lo va presionando demasiado en ganar, tendrá que decidir entre Sacrificar su Vida o su Fama. 

## Reparto
- Marlon Wayans como Isaiah White
- Tyriq Withers como Cameron Cade
- Julia Fox[1]
- Tim Heidecker
- Jim Jefferies
- Guapdad 4000
- Tierra Whack

## Producción
Zack Akers y Skip Bronkie escribieron un discurso sobre una historia de terror que involucraba a uno de los mejores atletas de todos los tiempos (GOAT). En junio de 2022, Monkeypaw Productions lo optó para un mayor desarrollo con Akers y Bronkie escribiendo un guion completo y Universal Pictures lo distribuyó. A finales de año, el guion completo, entonces titulado Goat, fue votado en la Lista Negra de los mejores guiones no producidos en 2022. En enero de 2024, Justin Tipping fue anunciado como director con Marlon Wayans como protagonista. Ese mismo mes, Tyriq Withers se unió al elenco. Julia Fox se unió al elenco en febrero de 2024. La película fue retitulada Him con la fecha de estreno fijada en mayo de 2024.

## Estreno
Está previsto que Him se estrene en cines el 19 de septiembre de 2025 por Universal Pictures.